# Hnutí svobody kamerunské mládeže
Hnutí svobody kamerunské mládeže (anglicky Liberty Movement of Cameroon Youth, francouzsky Mouvement pour la Libération de la Jeunesse Camerounaise) byla politická strana v Kamerunu vedená Dieudonném Tinou.

## Historie
V parlamentních volbách v květnu 1997 získala strana 0,4 % hlasů a díky volebnímu systému získala jeden mandát v Národním shromáždění. V prezidentských volbách v říjnu 1997 strana podpořila úřadujícího prezidenta Paula Biyu. Během parlamentních voleb v roce 2002 strana svůj mandát v Národním shromáždění neobhájila. Krátce po volbách došlo ve straně k rozkolu a část členů vytvořila Hnutí za osvobození a rozvoj Kamerunu.